# Фолкстон (Џорџија)
Фолкстон (Џорџија) (енгл. Folkston) град је у америчкој савезној држави Џорџија. По попису становништва из 2010. у њему је живело 2.502 становника.

## Демографија
Према попису становништва из 2010. у граду је живело 2.502 становника, што је 324 (14,9%) становника више него 2000. године.
| Група             | 2000.         | 2010.         |
| Белци             | 1.003 (46,1%) | 1.137 (45,4%) |
| Афроамериканци    | 1.122 (51,5%) | 1.253 (50,1%) |
| Азијати           | 9 (0,4%)      | 28 (1,1%)     |
| Хиспаноамериканци | 19 (0,9%)     | 26 (1,0%)     |
| Укупно            | 2.178         | 2.502         |